# Елена Курцевич
Княжна Елена Курцевич (пол. Helena Kurcewiczówna) — вымышленная героиня исторического романа польского писателя Генрика Сенкевича «Огнём и мечом» и его экранизации, возлюбленная Яна Скшетуского. В мини-сериале «Огнём и мечом» (1999) её сыграла Изабелла Скорупко.

## Роль в сюжете
В романе княжна Елена Курцевич — представительница знатного рода, рано потерявшая отца и живущая в поместье Разлоги под опекой тётки. Та планирует выдать племянницу за казака Юрко Богуна, который взамен пообещал не требовать Разлоги в качестве приданого. Однако при случайной встрече с гусарским офицером Яном Скшетуским Елена в него влюбляется. Ян уже на следующий день просит её руки и заключает тайную помолвку, тоже отказавшись от Разлогов. Вскоре начинается восстание Хмельницкого. Елена ненадолго оказывается в руках Богуна, сбегает от него благодаря помощи Заглобы, оказывается в сильной крепости Бар, которую, правда, вскоре берут повстанцы.  Богун находит княжну и прячет под стражей в надёжном месте у ведьмы Горпины. Слуга Скшетуского Жендзян находит Елену и освобождает её. Вскоре княжна становится женой Скшетуского. Благодаря упоминаниям супругов в следующих частях трилогии известно, что в семье родились 12 сыновей и по крайней мере одна дочь.
Болеслав Прус в своей статье о романе «Огнём и мечом» провёл параллели между княжной Курцевич, Анусей Борзобогатой-Красенской и Горпиной. Для него это пример того, что, наделяя нескольких персонажей одной и той же преобладающей чертой, Сенкевич делает это по-разному. Все три женских персонажа красивы и способны внушать любовь, но Елена закрыта для всех, кроме Скшетуского, тогда как Ануся стремится очаровать всех, а Горпина любит только одного. Прус отметил мастерство, с которым Сенкевич сделал соперничество из-за Елены стержнем сюжета: масштабные исторические события здесь становятся только фоном, на котором разворачивается любовная история. Именно своей любовью к Елене, по мнению литературоведа Бориса Стахеева, Скшетуский завоёвывает сочувствие читателя.
В мини-сериале «Огнём и мечом» (1999) Елену Курцевич сыграла Изабелла Скорупко.